# MtPaint

mtPaint är ett resurssnålt rastergrafiskt ritprogram för att skapa pixelart, sprites, spriteanimeringar.

## mtPaint fakta
- Utvecklat av Mark Tyler
- Använder GTK+ version 1 eller 2.
- Licensierat under GPL.
- Kan köras i Windows, Mac OS X och i Unixliknande operativsystem.